# Совєтський (Новосибірський район)
Совєтський (рос. Советский) — селище у Новосибірському районі Новосибірської області Російської Федерації.
Входить до складу муніципального утворення Каменська сільрада. Населення становить 247 осіб (2010).

## Історія
Згідно із законом від 2 червня 2004 року органом місцевого самоврядування є Каменська сільрада.

## Населення
| 2002 | 2007 | 2010 |
| ---- | ---- | ---- |
| 251  | ↘247 | →247 |